# Cerro Anallajchi
Cerro Anallajchi är ett berg i Bolivia.   Det ligger i departementet Oruro, i den västra delen av landet, 400 km väster om huvudstaden Sucre. Toppen på Cerro Anallajchi är 4 794 meter över havet.
Terrängen runt Cerro Anallajchi är kuperad. Runt Cerro Anallajchi är det mycket glesbefolkat, med 2 invånare per kvadratkilometer.. 
Omgivningarna runt Cerro Anallajchi är i huvudsak ett öppet busklandskap.